# بوكاهانتس: رحلة إلى عالم جديد
بوكاهانتس: رحلة إلى عالم جديد (Pocahontas II: Journey to a New World) هو فيلم رسوم متحركة انتجته شركة ديزني عام 1998 كتتمة لفيلم بوكاهونتاس الذي انتجته ديزني عام 1998.  فحين تناول الفيلم الأول لقاء بوكاهونتاس مع جون سميث، تدور احداث لجزء الثاني رحلتها إلى انكلترا التي توجهت ايها بصحبة جون رولف للتباحث في تحقيق السلام بين الإنكليز وهنود اميركا الشمالية.

## شخصيات الفيلم
- ايرين بدارد (جودي كون للغناء) بدور بوكاهونتاس: الشخصية الرئيسية.
- بيلي زين بدور جون رولف.
- دونال جيبسون بدور الكابتن جون سميث.
- ديفيد أوجدن ستيرس بدور الحاكم راتكليف: الشرير الرئيسي.
- جون قصير بدور ميكو: حيوان الراكون.
- راسل مينس بدور الرئيس بوهاتان: والد بوكاهونتاس.
- فرانك ويلكر بدور فليت.
- ليندا هانت بدور الجدة الصفصاف.
- داني مان بدور بيرسي.
- ميشيل سان جون بدور ناكوما.
- جيم كامنس بدور الملك جيمس.
- فينولا هيوز بدور الملكة آن.
- جين ستابلتون بدور السيدة جنكينز.
- براد غاريت بدور اوتاماتوماكن.

## الاستقبال
حصل الفيلم في تصانيف موقع روتن تومايتوس على 29% على أساس 7 مراجعين، مع متوسط تقييم 4.4 من أصل 10.

## روابط خارجية
- بوكاهانتس: رحلة إلى عالم جديد على موقع IMDb (الإنجليزية)
- بوكاهانتس: رحلة إلى عالم جديد على موقع روتن توميتوز (الإنجليزية)
- بوكاهانتس: رحلة إلى عالم جديد على موقع نتفليكس (الإنجليزية)
- بوكاهانتس: رحلة إلى عالم جديد على موقع ألو سيني (الفرنسية)
- بوكاهانتس: رحلة إلى عالم جديد على موقع Turner Classic Movies (الإنجليزية)
- بوكاهانتس: رحلة إلى عالم جديد على موقع أول موفي (الإنجليزية)
- بوكاهانتس: رحلة إلى عالم جديد على موقع فيلمافينيتي (الإسبانية)
- بوكاهانتس: رحلة إلى عالم جديد على موقع قاعدة بيانات الأفلام السويدية (السويدية)
- بوكاهانتس: رحلة إلى عالم جديد على موقع قاعدة بيانات الفيلم (الإنجليزية)
- بوكاهانتس: رحلة إلى عالم جديد على موقع ليتربوكسد (الإنجليزية)